# آندریا مانزو
آندریا مانزو (انگلیسی: Andrea Manzo؛ زادهٔ ۵ نوامبر ۱۹۶۱) بازیکن فوتبال اهل ایتالیا است.
از باشگاه‌هایی که در آن بازی کرده‌است می‌توان به باشگاه فوتبال فیورنتینا، باشگاه فوتبال اودینزه، باشگاه فوتبال پادوا، باشگاه فوتبال سمپدوریا، باشگاه فوتبال آ.ث. میلان، باشگاه فوتبال آولینو، و باشگاه فوتبال ویچنزا اشاره کرد.